# تيرينس ويست
تيرينس ويست (بالإنجليزية: Terence West)‏ هو دراج بريطاني، ولد في 19 سبتمبر 1939.

## وصلات خارجية
- تيرينس ويست على موقع إحصائيات الدراجات الإحترافية (الإنجليزية)
- تيرينس ويست على موقع أوليمبيديا (الإنجليزية)
- تيرينس ويست على موقع اللجنة الأولمبية البريطانية (الإنجليزية)